# 出せ一億の底力

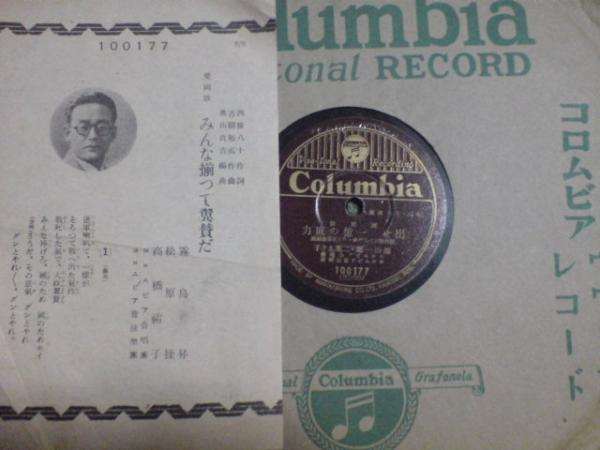
コロムビアレコード盤

出せ一億の底力（だせいちおくのそこぢから）は1941年（昭和16年）3月に各レコード会社から出された軍歌である。
東京日日新聞・大阪毎日新聞が募集した懸賞歌で、作詞・作曲は堀内敬三。レコード会社6社（コロムビアレコード、ビクターレコード、キングレコード、ポリドールレコード、テイチクレコード、タイヘイレコード）の競作。
当時の国民的思潮、滅私奉公、臣道実践をそのまま綴ったような曲で、当時のキャッチフレーズがそのまま使われた、時代の鏡のような歌である。

## 吹き込み歌手
- コロムビアレコード: 藤山一郎、二葉あき子
- ビクターレコード: 柴田睦陸、大谷冽子
- キングレコード: 永田絃次郎、長門美保
- ポリドールレコード: 奥田良三
- テイチクレコード: 鬼俊英、中村征子
- タイヘイレコード: 阿部幸次